# آدیتیا پوری
آدیتیا پوری (انگلیسی: Aditya Puri) کارآفرین، بانکدار و مدیر ارشد اجرایی هندی است، که در حال حاضر به‌عنوان مدیر عامل اجرایی اچ‌دی‌اف‌سی بانک فعالیت می‌کند.